# Белобородово (Костромская область)
Белобородово — деревня в Расловском сельском поселении Судиславского района Костромской области России.

## География
Деревня расположена недалеко у реки Меза.

## История
Согласно Спискам населенных мест Российской империи в 1872 году деревня относилась к 3 стану Костромского уезда Костромской губернии. В ней числилось 5 дворов, проживали 21 мужчина и 11 женщин.
Согласно переписи населения 1897 года в деревне проживало 33 человека (17 мужчины и 16 женщин).
Согласно Списку населенных мест Костромской губернии в 1907 году деревня относилась к Шишкинской волости Костромского уезда Костромской губернии. По сведениям волостного правления за 1907 год в ней числилось 9 крестьянских дворов и 50 жителей. Основными занятиями жителей деревни, помимо земледелия, были извоз и заготовка дров.
До муниципальной реформы 2010 года деревня также входила в состав Расловского сельского поселения Судиславского района.

## Население
| 1872 | 1897 | 1907 | 2008 | 2010 | 2014 |
| ---- | ---- | ---- | ---- | ---- | ---- |
| 32   | ↗33  | ↗50  | ↘8   | ↘6   | ↘5   |